# 姶良市立漆小学校
姶良市立漆小学校（あいらしりつうるししょうがっこう）は鹿児島県姶良市蒲生町漆にある市立小学校である。

## 沿革
漆地区では、400年ほど前に集団移住したころから「竹牟礼稽古所」と呼ぶ施設を設けて武芸の訓練を行っていた。明治になり、蒲生小学校の前身となる進修館という施設ができて学問を教え始めたことに刺激を受けて、竹牟礼稽古所を現在漆の消防車の車庫があるあたりに移設して学問の講義を始めた。これが漆小学校の直接の前身となる。
1878年（明治11年）には新しい校舎を建て、1879年（明治12年）4月16日をもって飯留小学の名で開設され、この日を創立記念日としている。1908年（明治41年）現在地に移転した。1917年（大正6年）4月に高等科を設置し、飯留尋常高等小学校となった。1926年（大正15年）には運動場が拡張され、1927年（昭和2年）3月には新校舎が竣工した。1934年（昭和9年）4月29日、地名に基づいて漆尋常高等小学校へ改称した。1941年（昭和16年）4月、漆国民学校に改称し、戦争末期には種子島からの疎開児童を受け入れた。1947年（昭和22年）4月1日、蒲生町立漆小学校と改称し、同時に蒲生中学校の漆分校を併設した。1954年（昭和29年）4月1日、蒲生中学校漆分校は漆中学校として独立したが、その後も漆小学校の校長が中学校の校長を兼任していた。1968年（昭和43年）4月に漆中学校は廃止となり蒲生中学校に統合されたが、校舎が完成する1970年（昭和45年）4月まで漆教場として残されている。

### 年表
- 1878年（明治11年） - 竹牟礼稽古所の校舎を新設。
- 1879年（明治12年）4月16日 - 飯留小学設立。
- 1908年（明治41年） - 現在地に移転。
- 1917年（大正6年）4月 - 高等科を設置し、飯留尋常高等小学校となる。
- 1926年（大正15年） - 運動場拡張工事完成。
- 1927年（昭和2年）3月 - 新校舎完成。
- 1934年（昭和9年）4月29日 - 漆尋常高等小学校に改称。
- 1941年（昭和16年）4月 - 漆国民学校に改称。
- 1947年（昭和22年）4月 - 蒲生町立漆小学校に改称。蒲生町立蒲生中学校漆分校を併設。
- 1954年（昭和29年）4月1日 - 蒲生中学校漆分校が独立し、蒲生町立漆中学校となる。
- 1957年（昭和32年）4月 - 講堂落成。
- 1962年（昭和37年） - 鉄筋2階建て新校舎落成、完全給食実施。
- 1984年（昭和59年）8月 - 校舎大規模改築。
- 2010年（平成22年）3月23日 - 合併により姶良市立となる。